# Fritz Peter
Fritz Peter (1899 — 1949) foi um matemático alemão.
Contribuiu para a prova do teorema de Peter-Weyl. Foi um aluno de Hermann Weyl, diretor de uma escola secundária.

## Publicações
- Peter, F.; Weyl, H. (1927), «Die Vollständigkeit der primitiven Darstellungen einer geschlossenen kontinuierlichen Gruppe», Math. Ann., 97: 737–755, doi:10.1007/BF01447892.